# Russisch-Litauischer Krieg (1487–1494)
Der Russisch-Litauische Krieg von 1487–1494 (Erster Grenzkrieg) war ein Krieg des Fürstentums Moskau im Bündnis mit dem Krim-Khanat gegen das Großfürstentum Litauen im Bündnis mit dem Khan der Goldenen Horde. Litauen war in dieser Zeit auch durch eine Personalunion (Union von Krewo) mit dem Königreich Polen unter der Führung von Kasimir IV. Andreas aus der Dynastie der Jagiellonen verbunden.
Das Großherzogtum Litauen war die Heimat der Ruthenen (der slawisch-orthodoxen Bevölkerung des Großherzogtums und die Vorfahren der heutigen Ukrainer, Weißrussen und Russinen), und der Krieg diente der Eroberung der ruthenischen Gebiete (als sogenanntes „Kiewer Erbe“), die unter Moskauer Herrschaft gebracht werden sollten.

## Geschichte
In den 1480er Jahren hatte das Fürstentum Moskau die Republik Nowgorod und das Fürstentum Twer erobert, und 1487 nahmen Moskaus Truppen Kasan ein und machten das Khanat Kasan zu ihrem Vasallen. Zur gleichen Zeit bildete sich in Moskau die Doktrin des „Dritten Roms“ heraus, und die Moskauer Fürsten begannen, aktiv die „russische Erde“ zu sammeln, die zuvor zur Kiewer Rus’ gehört hatten.
In der zweiten Hälfte des 15. Jahrhunderts startete Moskau eine Offensive auf die ruthenischen Gebiete. Gleichzeitig beschlossen einige ukrainische Magnaten und Fürsten nach dem Bürgerkrieg im Großfürstentum Litauen (1432–1438) und dem gescheiterten Versuch, ein Großfürstentum Rus zu gründen, Moskau um Hilfe zu bitten. Da sie mit der Politik der Vereinigung des litauischen Staates mit Polen nicht einverstanden waren, verhandelten sie mit dem Moskauer Fürsten und begannen sogar, nach Moskau umzuziehen.
Im Sommer 1482 sandte der russische Fürst Iwan III. eine Botschaft, wertvolle Geschenke und eine beträchtliche Geldsumme an den Krim-Khan Meñli I. Giray, um die ukrainischen Gebiete anzugreifen. Auf Drängen des Moskauer Fürsten begab sich Meñli auf einen Feldzug nach Kiew. Am 1. September eroberte er die Stadt, brannte Kathedralen und Kirchen nieder und nahm viele Menschen gefangen. Als Geschenk an Fürst Iwan von Moskau schickte der Khan einen Karren mit Raubgut aus den Kathedralen und Kirchen Kiews, darunter eine Ikonostase und eine goldene Schale aus der Sophienkathedrale.
Zur gleichen Zeit, in den 1480er Jahren, kam es zu einer Reihe von Überfällen Moskauer Truppen auf die Grenzgebiete des Großfürstentums Litauen. So griff Fürst Iwan Worotynski 1487 Meschtschowsk an und plünderte es aus. Dies war der Anlass für den offiziellen Beginn des Krieges.
Der Moskauer-Litauische Krieg kann in zwei Phasen eingeteilt werden. Die erste Phase (1487–1492) bestand vorwiegend aus Grenzscharmützeln in den nordöstlichen Fürstentümern des Großfürstentums Litauen. In den Jahren 1492–1494, als Moskau ein neues Bündnis mit dem Krim-Khan schloss, unternahm es eine Reihe gemeinsamer Feldzüge mit den Krimtataren in den Regionen Kiew, Podillja, Wolyn und Tschernihiw. So führte Meñli I. Giray 1493 zusammen mit dem Großfürsten von Moskau Iwan III. einen gemeinsamen Feldzug in Kiew und der Region Kiew durch.

## Friedensschluss
Im Februar 1494 wurde ein sogenannter „Ewiger Frieden“ geschlossen, demzufolge der größte Teil der so genannten „Oberen Oka-Fürstentümer“ an Moskau ging und Litauen sich bereit erklärte, Weliki Nowgorod, Pskow, Twer und Rjasan an Moskau abzutreten. Moskau verzichtete auf seine Ansprüche auf Smolensk und Brjansk, die Teil des Großfürstentums Litauen blieben. Außerdem heiratete der Großfürst von Litauen (seit 1492), Alexander der Jagiellone, die Tochter Iwans III., Helena von Moskau.